# Manteo
Manteo är administrativ huvudort i Dare County i North Carolina. Orten fått sitt namn efter en indianhövding. Manteo hade 1 434 invånare enligt 2010 års folkräkning.